# 500 kilomètres du Lausitzring FIA GT 2000
Les 500 kilomètres du Lausitzring 2000 FIA GT, disputées le 2 septembre 2000 sur l'EuroSpeedway Lausitz, sont la huitième manche du championnat FIA GT 2000.

## Course

### Classement de la course
| Pos.    | Catégorie | N° | Écurie                        | Pilotes                                            | Châssis                   | Pneus | Tours/Abandon |
| Pos.    | Catégorie | N° | Écurie                        | Pilotes                                            | Moteur                    | Pneus | Tours/Abandon |
| ------- | --------- | -- | ----------------------------- | -------------------------------------------------- | ------------------------- | ----- | ------------- |
| 1       | GT        | 3  | Freisinger Motorsport         | Hubert Haupt Wolfgang Kaufmann                     | Porsche 911 GT2           | D     | 79            |
| 1       | GT        | 3  | Freisinger Motorsport         | Hubert Haupt Wolfgang Kaufmann                     | Porsche 3.8L Turbo Flat-6 | D     | 79            |
| 2       | GT        | 12 | Paul Belmondo Racing          | Boris Derichebourg Vincent Vosse                   | Chrysler Viper GTS-R      | D     | 79            |
| 2       | GT        | 12 | Paul Belmondo Racing          | Boris Derichebourg Vincent Vosse                   | Chrysler 8.0L V10         | D     | 79            |
| 3       | N-GT      | 77 | RWS Red Bull Racing           | Luca Riccitelli Dieter Quester                     | Porsche 911 GT3-R         | M     | 79            |
| 3       | N-GT      | 77 | RWS Red Bull Racing           | Luca Riccitelli Dieter Quester                     | Porsche 3.6L Flat-6       | M     | 79            |
| 4       | N-GT      | 52 | Larbre Compétition Chéreau    | Christophe Bouchut Patrice Goueslard               | Porsche 911 GT3-R         | M     | 78            |
| 4       | N-GT      | 52 | Larbre Compétition Chéreau    | Christophe Bouchut Patrice Goueslard               | Porsche 3.6L Flat-6       | M     | 78            |
| 5       | GT        | 14 | Lister Storm Racing           | Jamie Campbell-Walter Julian Bailey                | Lister Storm              | M     | 78            |
| 5       | GT        | 14 | Lister Storm Racing           | Jamie Campbell-Walter Julian Bailey                | Jaguar 7.0L V12           | M     | 78            |
| 6       | N-GT      | 50 | Pennzoil Quaker State G-Force | Nigel Smith Magnus Wallinder                       | Porsche 911 GT3-R         | D     | 78            |
| 6       | N-GT      | 50 | Pennzoil Quaker State G-Force | Nigel Smith Magnus Wallinder                       | Porsche 3.6L Flat-6       | D     | 78            |
| 7       | N-GT      | 56 | EMKA GTC                      | Steve O'Rourke Tim Sugden                          | Porsche 911 GT3-R         | P     | 77            |
| 7       | N-GT      | 56 | EMKA GTC                      | Steve O'Rourke Tim Sugden                          | Porsche 3.6L Flat-6       | P     | 77            |
| 8       | N-GT      | 79 | RWS Red Bull Racing           | Patrick Huisman Hans-Jörg Hofer                    | Porsche 911 GT3-R         | M     | 76            |
| 8       | N-GT      | 79 | RWS Red Bull Racing           | Patrick Huisman Hans-Jörg Hofer                    | Porsche 3.6L Flat-6       | M     | 76            |
| 9       | GT        | 25 | Carsport Holland              | Mike Hezemans David Hart                           | Chrysler Viper GTS-R      | M     | 76            |
| 9       | GT        | 25 | Carsport Holland              | Mike Hezemans David Hart                           | Chrysler 8.0L V10         | M     | 76            |
| 10      | N-GT      | 53 | Larbre Compétition Chéreau    | Ferdinand de Lesseps André Ahrlé                   | Porsche 911 GT3-R         | M     | 76            |
| 10      | N-GT      | 53 | Larbre Compétition Chéreau    | Ferdinand de Lesseps André Ahrlé                   | Porsche 3.6L Flat-6       | M     | 76            |
| 11      | GT        | 5  | Konrad Motorsport             | Franz Konrad Jürgen von Gartzen                    | Porsche 911 GT2           | D     | 76            |
| 11      | GT        | 5  | Konrad Motorsport             | Franz Konrad Jürgen von Gartzen                    | Porsche 3.8L Turbo Flat-6 | D     | 76            |
| 12      | N-GT      | 55 | ART Engineering               | Constantino Bertuzzi Pierangelo Masselli           | Porsche 911 GT3-R         | P     | 75            |
| 12      | N-GT      | 55 | ART Engineering               | Constantino Bertuzzi Pierangelo Masselli           | Porsche 3.6L Flat-6       | P     | 75            |
| 13      | GT        | 15 | Lister Storm Racing           | Nicolaus Springer Philippe Favre                   | Lister Storm              | M     | 75            |
| 13      | GT        | 15 | Lister Storm Racing           | Nicolaus Springer Philippe Favre                   | Jaguar 7.0L V12           | M     | 75            |
| 14      | GT        | 11 | Paul Belmondo Racing          | Paul Belmondo Claude-Yves Gosselin                 | Chrysler Viper GTS-R      | D     | 75            |
| 14      | GT        | 11 | Paul Belmondo Racing          | Paul Belmondo Claude-Yves Gosselin                 | Chrysler 8.0L V10         | D     | 75            |
| 15      | N-GT      | 51 | Pennzoil Quaker State G-Force | Richard Nearn Hans Willems                         | Porsche 911 GT3-R         | D     | 75            |
| 15      | N-GT      | 51 | Pennzoil Quaker State G-Force | Richard Nearn Hans Willems                         | Porsche 3.6L Flat-6       | D     | 75            |
| 16      | GT        | 27 | Autorlando                    | Marco Spinelli Gabriele Sabatini Fabio Villa       | Porsche 911 GT2           | P     | 74            |
| 16      | GT        | 27 | Autorlando                    | Marco Spinelli Gabriele Sabatini Fabio Villa       | Porsche 3.8L Turbo Flat-6 | P     | 74            |
| 17      | N-GT      | 67 | MAC Racing                    | Paolo Roberti Roberto Orlandi                      | Porsche 911 GT3-R         | D     | 74            |
| 17      | N-GT      | 67 | MAC Racing                    | Paolo Roberti Roberto Orlandi                      | Porsche 3.6L Flat-6       | D     | 74            |
| 18      | N-GT      | 57 | ART Engineering               | Fabio Mancini Gianni Collini                       | Porsche 911 GT3-R         | P     | 73            |
| 18      | N-GT      | 57 | ART Engineering               | Fabio Mancini Gianni Collini                       | Porsche 3.6L Flat-6       | P     | 73            |
| 19      | GT        | 7  | Proton Competition            | Gerold Ried Christian Ried                         | Porsche 911 GT2           | Y     | 73            |
| 19      | GT        | 7  | Proton Competition            | Gerold Ried Christian Ried                         | Porsche 3.6L Turbo Flat-6 | Y     | 73            |
| 20      | GT        | 24 | Reiter Engineering            | Michael Trunk Bernhard Müller                      | Lamborghini Diablo GT     | M     | 72            |
| 20      | GT        | 24 | Reiter Engineering            | Michael Trunk Bernhard Müller                      | Lamborghini 6.0L V12      | M     | 72            |
| 21      | GT        | 8  | Haberthur Racing              | Andrea Garbagnati Mauro Casadei                    | Porsche 911 GT2           | D     | 71            |
| 21      | GT        | 8  | Haberthur Racing              | Andrea Garbagnati Mauro Casadei                    | Porsche 3.8L Turbo Flat-6 | D     | 71            |
| 22      | GT        | 4  | Freisinger Motorsport         | Ernst Palmberger Yukihiro Hane                     | Porsche 911 GT2           | D     | 71            |
| 22      | GT        | 4  | Freisinger Motorsport         | Ernst Palmberger Yukihiro Hane                     | Porsche 3.8L Turbo Flat-6 | D     | 71            |
| 23      | N-GT      | 58 | Freisinger Motorsport         | Nikolai Fomenko Alexey Vasilyev                    | Porsche 911 GT3-R         | D     | 67            |
| 23      | N-GT      | 58 | Freisinger Motorsport         | Nikolai Fomenko Alexey Vasilyev                    | Porsche 3.6L Flat-6       | D     | 67            |
| 24      | GT        | 21 | Racing Box                    | Luca Cappellari Raffaele Sangiuolo Giorgio Tibaldo | Chrysler Viper GTS-R      | D     | 57            |
| 24      | GT        | 21 | Racing Box                    | Luca Cappellari Raffaele Sangiuolo Giorgio Tibaldo | Chrysler 8.0L V10         | D     | 57            |
| 25 NC   | GT        | 22 | Wieth Racing                  | Niko Wieth Franz Wieth                             | Porsche 911 GT2           | D     | 48            |
| 25 NC   | GT        | 22 | Wieth Racing                  | Niko Wieth Franz Wieth                             | Porsche 3.8L Turbo Flat-6 | D     | 48            |
| 26 DSQ† | GT        | 2  | Chamberlain Motorsport        | Walter Brun Toni Seiler                            | Chrysler Viper GTS-R      | M     | 44            |
| 26 DSQ† | GT        | 2  | Chamberlain Motorsport        | Walter Brun Toni Seiler                            | Chrysler 8.0L V10         | M     | 44            |
| 27 DNF  | N-GT      | 60 | Haberthur Racing              | Michel Ligonnet Michael Neugarten                  | Porsche 911 GT3-R         | D     | 22            |
| 27 DNF  | N-GT      | 60 | Haberthur Racing              | Michel Ligonnet Michael Neugarten                  | Porsche 3.6L Flat-6       | D     | 22            |